# オンジ
オンジ（遠志、おんじ）はイトヒメハギ根を基原とする漢方に用いられる生薬の一つのこと。漢方では帰脾湯、加味帰脾湯、人参養栄湯等に用いられる。2017年以降は「中高年以降の物忘れ改善」の効能が注目され、オンジ含有の製品が製薬各社から発売されている。

## 概要
オンジは、2000年前に成立したとされる医薬書『神農本草経』にその名前を見つけることができる。神農本草経は植物薬252種、動物薬67種、鉱物薬46種の合計365種を上品・中品・下品の三品に分類して記述しているが、オンジは上品に分類されている。オンジ（遠志）は古来より物忘れなどに効果があるとされ、初心を呼び起こし、志を遠くに持つための薬草として、「志が遠大になる」ことから名づけられたと言われている。
2015年12月に厚生労働省の「生薬のエキス製剤の製造販売承認申請に係るガイダンスについて」（日薬生審査発 1225 第6号）通達において、オンジの効能として「中年期以降のもの忘れの改善」と記載されたことにより、2017年以降製薬会社各社からオンジ含有の製品が発売された。その後、2017年に厚生労働省は、2015年のガイドラインでオンジに記載した「中年期以降のもの忘れの改善」は従来からの漢方製剤で用いられていた効能に最新の科学的知見を補足したものであり、また、「中高年以降の物忘れの改善」とは加齢による「正常な物忘れ」のことであり、軽度認知障害（MCI）やアルツハイマー型認知症などの予防及び治療に関する効能等は確認されていないとの通達を出した。

## 効能・効果
前述の厚生労働省の通達にもあるように「加齢による正常な物忘れの改善」に効果があり、日本医師会も2017年11月8日の会見で「認知症の予防や治療に用いるものではない」としている。

## 成分
主な成分はテヌイフォリン、オンジサポニン（A～G）、キサントン類、ケイヒ酸誘導体、ポリガラキサントンIIIなど。

## 産地
中国の山西省、陝西省、河南省、河北省、内蒙古、シベリア、朝鮮半島北部など。

## 臨床研究
2009年4月、Lee らのグループがラットにおいてオンジを投与するとアセチルコリンエステラーゼの活性を阻害し、ストレス誘発性健忘症を改善したことを報告した。また、同グループは健常成人のグループにオンジ成分配合薬と偽薬を二重盲検法で、1日3回4週間投与行い、言語記憶と作業記憶を評価したところ、オンジに記憶力の向上作用があったと報告している。同グループは2009年12月には対象者を高齢者に変更し同様の試験を行ったところ、認知機能検査テストの1つであるCERAD batteryでオンジ投与群で成績が有意に向上し、特に単語リスト認識、構造的想起の成績は著しい改善をみせたと報告している。

## 神農本草経による扱い
紀元頃の成立とされる「神農本草経」では薬物が薬効別の上品（じょうほん）（120種）・中品（ちゅうほん）（120種）・下品（げほん）（120種）の3種に格付けされて収載されている。
- 上品薬は養命薬（精神・肉体をともに養う）で、無毒で副作用がなく、長期服用・大量摂取してもよい。身体が軽快になり、元気を益し、老化防止・長寿作用がある[14]。
- 中品薬は養性薬（体力増進の滋養強壮薬）で、無毒・有毒のものがあるから要注意である。病気を予防し、虚弱な身体を強くする[14]。
- 下品薬は治病薬（病気の治療薬）で、有毒であるから長期服用してはならない。邪気を駆除し、胸腹の病巣を破壊する[14]。

と規定されている。オンジはこの分類で上品に分類されている。